# Gonars
Gonars is een gemeente (dorp) met ongeveer 4600 inwoners vlak bij het Italiaanse Pamanova in de provincie Udine.

## Concentratiekamp
Op 23 februari 1942 bouwde het fascistische regime een concentratiekamp in het dorp, voornamelijk bedoeld voor gevangenen uit het huidige Slovenië en Kroatië. Op het eerste transport naar dit kamp zaten 5343 mensen (onder wie 1643 kinderen) en het kwam twee dagen later aan vanuit de provincie Ljubljana en van concentratiekamp Rab en een kamp in Monigo vlak bij Treviso.
Toen het Italiaanse Koninkrijk zich op 8 september 1943 overgaf begon men gelijk met het ontmantelen van het kamp. Er werd veel moeite gedaan om deze zwarte bladzijde uit de Italiaanse geschiedenis te wissen. De gebouwen werden vernietigd, het materiaal werd gebruikt om de lokale kindercrèche te bouwen en de plek waar het kamp stond veranderde in grasland. Niet eerder dan 1973 werd er door de beeldhouwer Miodrag Živković een sacrarium neergezet bij de plaatselijke begraafplaats. Het stoffelijke overschot van 453 Sloveense en Kroatische slachtoffers zijn naar twee ondergrondse crypten gebracht. Men gelooft dat er ook nog zo'n vijftig gevangenen zijn omgekomen door uithongering en marteling. Naast het sacrarium is er weinig in de omgeving dat blijk geeft van een voormalig concentratiekamp en zelfs enkele dorpsbewoners schijnen hier niet van af te weten.

## Meer lezen
- Alessandra Kersevan, Un campo di concentramento fascista. Gonars 1942-1943, Kappa Vu Edizioni, Udine, 2003

## Demografie
Gonars telt ongeveer 1801 huishoudens. Het aantal inwoners steeg in de periode 1991-2001 met 1,5% volgens cijfers uit de tienjaarlijkse volkstellingen van ISTAT.
| Jaar | Inwoneraantal |
| ---- | ------------- |
| 1991 | 4570          |
| 2001 | 4639          |

## Geografie
De gemeente ligt op ongeveer 21 m boven zeeniveau.
Gonars grenst aan de volgende gemeenten: Bagnaria Arsa, Bicinicco, Castions di Strada, Palmanova, Porpetto, Santa Maria la Longa, Torviscosa.